# Tenema N’Diaye
Tenema N’Diaye (ur. 13 lutego 1981 w Bamako) – malijski piłkarz grający na pozycji napastnika.

## Kariera klubowa
Karierę piłkarską N’Diaye rozpoczął w klubie z Bamako o nazwie Djoliba Athletic Club. W 1997 roku zadebiutował w jego barwach w malijskiej Première Division i w debiutanckim sezonie wywalczył mistrzostwo kraju. W 1998 i 1999 roku ponownie został mistrzem kraju, a w 1998 wygrał także Puchar Mali.
W połowie 1999 roku N’Diaye odszedł do tunezyjskiego Stade Tunisien. Po roku gry w tym klubie przeszedł do Club Sportif Sfaxien. W 2003 roku zdobył z nim Puchar Ligi Tunezyjskiej.
W 2003 roku N’Diaye krótko występował w Hong Kong Rangers, a następnie zaczął grać w Zjednoczonych Emiratach Arabskich. Był piłkarzem Dubai Club oraz Al-Wahda FC, z którym w 2005 roku został mistrzem kraju i królem strzelców ligi. W 2004 roku grał też w saudyjskim Al-Hilal.
W 2005 roku N’Diaye trafił do Francji. Jego pierwszym klubem w tym kraju było drugoligowe Grenoble Foot 38. Po dwóch sezonach odszedł do Tours FC, a w 2009 roku ponownie zmienił przynależność klubową, gdy przeszedł do FC Nantes.
| Sezon   | Klub                   | Kraj                         | Rozgrywki                 | Mecze | Bramki |
| ------- | ---------------------- | ---------------------------- | ------------------------- | ----- | ------ |
| 1997    | Djoliba AC             | Mali                         | Première Division         | ?     | ?      |
| 1998    | Djoliba AC             | Mali                         | Première Division         | ?     | ?      |
| 1999    | Djoliba AC             | Mali                         | Première Division         | ?     | ?      |
| 1999/00 | Stade Tunisien         | Tunezja                      | Championnat de Tunisie    | 20    | 9      |
| 2000/01 | CS Sfaxien             | Tunezja                      | Championnat de Tunisie    | ?     | ?      |
| 2001/02 | CS Sfaxien             | Tunezja                      | Championnat de Tunisie    | ?     | ?      |
| 2002/03 | CS Sfaxien             | Tunezja                      | Championnat de Tunisie    | 20    | 9      |
| 2002/03 | Hong Kong Rangers      | Hongkong                     | First Division            | ?     | ?      |
| 2003/04 | Dubai Club             | Zjednoczone Emiraty Arabskie | I. liga                   | ?     | ?      |
| 2003/04 | Al-Hilal               | Arabia Saudyjska             | I. liga                   | ?     | ?      |
| 2004/05 | Al-Wahda FC            | Zjednoczone Emiraty Arabskie | I. liga                   | 25    | 14     |
| 2005/06 | Grenoble Foot 38       | Francja                      | Ligue 2                   | 19    | 1      |
| 2006/07 | Grenoble Foot 38       | Francja                      | Ligue 2                   | 9     | 0      |
| 2007/08 | Tours FC               | Francja                      | Ligue 2                   | 27    | 12     |
| 2008/09 | Tours FC               | Francja                      | Ligue 2                   | 30    | 11     |
| 2009/10 | FC Nantes              | Francja                      | Ligue 2                   | 16    | 6      |
| 2010/11 | FC Metz                | Francja                      | Ligue 2                   | 20    | 4      |
| 2012/13 | AO Kavala              | Grecja                       | Football League           | 12    | 6      |
| 2013/14 | Nea Salamina Famagusta | Cypr                         | Protathlima A’ Kategorias | 15    | 3      |

## Kariera reprezentacyjna
W 1999 roku N’Diaye wraz z reprezentacją Mali U-20 zajął 3. miejsce na młodzieżowych Mistrzostwach Świata. Z kolei w 2004 roku z kadrą olimpijską wystąpił na Igrzyskach Olimpijskich w Sydney. W dorosłej reprezentacji zadebiutował w 2001 roku. W 2010 roku został powołany do kadry na Puchar Narodów Afryki 2010.